# الجوانب الاجتماعية للغيرة

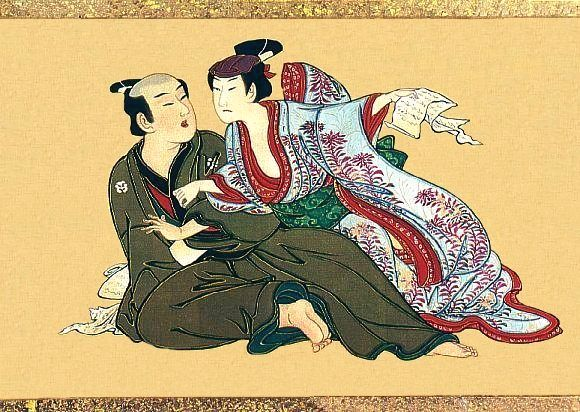
رسالة حب من منافس. شابة يمسك بصديقه برسالة حب من شخص آخر. مياغاوا إيشو، كاليفورنيا. 1750؛ لوحة من سلسلة من عشرة مناظر متجانسة، على لفيفة يدوية مرسومة بنمط الشونجا؛ سومي واللون والجوفون على الحرير. مجموعة خاصة.

يتعامل علم اجتماع الغيرة (بالإنجليزية: Sociology of Jealous) مع العوامل الثقافية والاجتماعية التي تؤثر على أسباب الغيرة، وكيفية التعبير عن الغيرة، وكيف تتغير المواقف تجاه الغيرة بمرور الوقت.
أظهر علماء الأنثروبولوجيا مثل مارغريت ميد أن الغيرة تختلف باختلاف الثقافات. التعلم الثقافي يمكن أن يؤثر على المواقف التي تثير الغيرة والطريقة التي يتم التعبير عنها. يمكن أن تتغير المواقف تجاه الغيرة أيضًا داخل الثقافة بمرور الوقت. على سبيل المثال، تغيرت المواقف تجاه الغيرة بشكل كبير خلال الستينيات والسبعينيات من القرن الماضي في الولايات المتحدة. وتبنى الناس في الولايات المتحدة آراء أكثر سلبية حول الغيرة. 

## أسباب الغيرة
ذكرت مارغريت ميد عددًا من المجتمعات التي يقدم فيها الرجل زوجته أو ابنته للآخرين لأغراض جنسية، بالإضافة إلى الحالات التي ترحب فيها "الزوجات الأوائل" في المجتمعات متعددة الزوجات بزوجات إضافات لتعزيز مكانتهن وتخفيف عملهن. إنها تقارن الدوبوان، الذين كانت حياتهم تهيمن عليها الوصاية الغيورة على كل شيء من الزوجات إلى البطاطا، مع السامويين، الذين كانت الغيرة نادرة بينهم.
من الممكن أن يكون إسناد ميد لهذه الاختلافات إلى الترتيبات الاجتماعية صحيحًا. ويشير ستيرنز بالمثل إلى أن التاريخ الاجتماعي للغيرة بين الأمريكيين يظهر شبهًا لغياب الغيرة في القرن الثامن عشر، عندما تم ترتيب الزيجات من قبل الوالدين والإشراف المجتمعي الوثيق، كل ذلك باستثناء العلاقات غير الزوجية الممنوعة. نظرًا لأن هذه الترتيبات الاجتماعية تم استبدالها تدريجياً بممارسة المواعدة مع العديد من الشركاء المحتملين قبل الزواج وبترتيبات معيشية أكثر مرونة ومجهولة، زادت الغيرة كظاهرة اجتماعية في المقابل. 
وشكك آخرون في النتائج التي توصلت إليها ميد بشأن ساموا. حدثت الغيرة بشكل متكرر أكثر مما اقترحته ميد، وغالبًا ما أدت إلى العنف. لدى السامويين كلمة لمثل هذا العنف: fua. ربما لا يتمتع أي مجتمع بالتحرر من الغيرة التي تنسبها ميد إلى السامويين. قد يختلف معدل حدوث الغيرة عبر الثقافات، لكن الغيرة تظل ثقافة عالمية رغم ذلك.

## التغييرات في المواقف
بحلول أواخر الستينيات والسبعينيات من القرن الماضي، أصبح يُنظر إلى الغيرة — وخاصة الغيرة الجنسية — على أنها غير عقلانية ومخزية في بعض الأوساط، لا سيما بين دعاة الحب الحر. مناصرو وممارسو العلاقات الجنسية غير الحصرية، اعتقادًا منهم أنه لا يجب أن يشعروا بالغيرة، سعوا إلى إبعاد أو إنكار ردود الفعل الغيورة على المشاركة الجنسية لشركائهم مع الآخرين. وجد الكثيرون هذا الأمر صعبًا بشكل غير متوقع، على الرغم من أنه بالنسبة للآخرين، فإن الحظر الواعي لرد الفعل الغيور سهل نسبيًا منذ البداية، وبمرور الوقت يمكن إخماد رد الفعل بشكل فعال.
تشير بعض الدراسات إلى أن الغيرة قد تنخفض في العلاقات متعددة الأطراف حيث يوجد تسلسل هرمي واضح للعلاقات أو عندما تكون التوقعات ثابتة. (انظر سميث وسميث، ما وراء الزواج الأحادي). يعامل الممارسون المعاصرون لما يسمى الآن تعدد الزوجات (العلاقات الحميمة المتعددة) في أغلب الأحيان الغيرة على أنها مشكلة حتمية، وأفضل طريقة للتعامل معها هي التكيف والتواصل. في المجتمع السائد، على الرغم من أن الغيرة لا تزال تحمل دلالات انعدام الأمن، إلا أن هناك ميلًا أكبر لقبولها كرد فعل طبيعي ومتوقع لتهديد العلاقة.